# Pholidoscelis atratus
Pholidoscelis atratus je vrsta guštera koja se nalazi samo na otoku Redondi u karipskoj državi Antigvi i Barbudi. Ponekad se opisuje kao podvrsta Pholidoscelis pluvianotatus.